# Куторжиха (заповідне урочище)
Куторжи́ха — заповідне урочище в Україні. Розташоване в межах Хорольської міської громади Лубенського району Полтавської області, на захід від села Куторжиха.
Площа 53 га. Статус присвоєно згідно з рішенням облвиконкому від 17.04.1992 року № 74. Перебуває у віданні ДП «Лубенський лісгосп» (Хорольське л-во, кв. 46).
Статус присвоєно для збереження лісового масиву з цінними насадженнями дуба.